# Jorge Hernández (voetballer)
Jorge Hernández González (Guadalajara, 22 februari 1988) is een Mexicaans voetballer. Hij speelt als middenvelder bij CF Atlante.
In 2005 won Hernández met Mexico het WK Onder-17. Hij speelde alle zes wedstrijden en startte vijf keer in de basis. Alleen tegen Australië kwam de middenvelder als invaller in het veld. Na het WK werd Hernández door het Spaanse FC Barcelona overgenomen van Atlas Guadalajara. Zijn periode bij Barça liep uit op een mislukking en in september 2006 werd hij samen met zijn landgenoot en medewereldkampioen Efraín Juárez verhuurd aan CF Barbate dat destijds speelde in de Primera Andaluza, het hoogste amateurniveau van de regio Andalusië. In 2007 keerde Hernández terug naar Atlas de Guadalajara. Hij behoorde tot de Mexicaanse selectie voor het WK Onder-20 2007.